# Apudessiv
Apudessiv är ett grammatiskt kasus som används för att markera en juxtaposerande rumslig relation, eller läge intill något ("bredvid huset"). Kasuset förekommer i tsez, bezhta och andra nordöstkaukasiska språk.